# Heteropelma
Heteropelma is een geslacht van insecten uit de orde vliesvleugeligen (Hymenoptera) en de familie Ichneumonidae.

## Soorten
- H. aello Gauld, 1976
- H. amictum (Fabricius, 1775)
- H. arcuatidorsum Wang, 1984
- H. babai Kusigemati, 1988
- H. celeno Gauld, 1976
- H. crassoclypeum Wang, 1984
- H. changwhani Lee & Kim, 1983
- H. datanae Riley, 1888
- H. elongatum Uchida, 1928
- H. flaviorbitum Wang, 1984
- H. flaviscutellum Uchida, 1928
- H. flavitarse (Brulle, 1846)
- H. fulvitarse Cameron, 1899
- H. hirsutum Gauld, 1978
- H. inclinum Wang, 1984
- H. megarthrum (Ratzeburg, 1848)
- H. nigricorne (Szepligeti, 1906)
- H. nigrum Lee & Kim, 1983
- H. ocypeta Gauld, 1976
- H. orbitale (Morley, 1913)
- H. perniciosum (Turner, 1919)
- H. perornatum (Cameron, 1902)
- H. quodi (Vachal, 1907)
- H. savaiiense (Fullaway, 1940)
- H. scaposum (Morley, 1913)
- H. signatum (Gravenhorst, 1829)
- H. szepligetii Bajari, 1964
- H. townesi Gauld, 1976